# Aldo Boffi
Aldo Boffi (Giussano, 26 de febrer de 1915 - 26 d'octubre de 1987) fou un futbolista italià.
El principal club de Boffi fou el Milan, on jugà al voltant de deu temporades i fou màxim golejador de la lliga italiana en tres ocasions: 1938-39 (19), 1939-40 (20), i 1941-42 (22). Pel club milanès marcà en total 109 gols en 163 partits de lliga, entre 1936 i 1945. També jugà a l'Atalanta BC i al Seregno.
Fou dos cops internacional amb Itàlia entre 1938 i 1939.